# Лоренц, Кито
Ки́то Ло́ренц (в.-луж. Kito Lorenc, 4 марта 1938 года, Слепо, Германия — 24 сентября 2017 года) — лужицкий писатель, эссеист, переводчик, сказочник и баснописец. Пишет на верхнелужицком и немецком языках. Член Саксонской академии искусств. Внук лужицкого писателя Якуба Лоренц-Залеского.

## Биография
Родился 4 марта 1938 года в лужицкой деревне Слепо. С 1952 года по 1956 года обучался в средней школе-интернате в Котбусе. С 1956 года по 1961 год изучал славистику в Лейпциге. С 1961 года по 1972 год работал младшим научным сотрудником в Институте сербского народоведения в Баутцене. С 1972 года по 1979 год работал драматургом в Государственном ансамбле сербской народной культуры.
18 декабря 2008 года получил почётную научную степень доктора наук на факультете языкознания, литературы и культурологии Дрезденского технического университета.

## Сочинения
- «Nowe časy — nowe kwasy», басни, 1962;
- «Swĕtło, prawda, swobodnosć», Antologija serbskeho basnjenja, 1963;
- «Po pućach časnikarki» , перевод с нижнелужицкого сборника стихотворений Мины Виткойц, 1964;
- «Serbske fabule», перевод с нижнелужицкого сочинения Гандрия Зейлера, 1966;
- «Struga. Bilder einer Landschaft», Verszyklus, sorbisch-deutsch, 1967;
- «Der betresste Esel», сказки, перевод с нижнелужицкого сочинения Гандрия Зейлера, 1969;
- «Poesiealbum 143», 1979;
- «Sorbisches Lesebuch/Serbska čitanka», антология, 1981;
- «Die Rasselbande im Schlamassellande», детская книга, 1983;
- «Wortland», 1984;
- «Flurbereinigung», басни, 1988;
- «Gegen den grossen Popanz», басни, 1990;
- «Achtzehn Gedichte der Jahre 1990—2002»;
- «Aus jenseitigen Dörfern», антология, 1992;
- «An einem schönbemalten Sonntag», басни, 2000;
- «Die Unerheblichkeit Berlins», лирика, 2000;
- «Zungenblätter», 2002;
- «Das Meer Die Insel Das Schiff», антология, 2004;
- «Die wendische Schiffahrt», 2004;
- «Kepsy-barby/ Fehlfarben», басни, 2005;
- «Serbska poezija», 2008.

## Награды
- Государственная премия ГДР имени Генриха Гейне;
- Литературная премия Домовины;
- Премия имени Генриха Гейне;
- Премия имени Германа Гессе;
- Премия Берлинской академии искусств;
- Премия имени Якуба Чишинского;
- Премия имени Лессинга Свободного государства Саксонии — награждён 17 января 2009 года;
- Премия Петрарки — награждён 23 июня 2012 года.